# Брежень
Брежень (рум. Brejeni) — село у Синжерейському районі Молдови. Входить до складу комуни, адміністративним центром якої є село Чучуєнь.

## Населення
За даними перепису населення 2004 року у селі проживали 227 осіб.
Національний склад населення села:
| Національність | Кількість осіб | Відсоток |
| -------------- | -------------- | -------- |
| українці       | 143            | 63,0%    |
| молдавани      | 83             | 36,6%    |
| росіяни        | 1              | 0,4%     |
| Всього         | 227            | 100%     |